# متغیر بتا قیفاووسی
متغیرهای بتا قیفاووسی که به ستاره‌های بتا کلب‌اکبر  هم معروفند، ستاره‌های متغیری هستند که نوسانات سریع و کمی در روشنایی خود دارند. این نوسانات به دلیل ارتعاشاتی بر سطح این ستاره‌ها رخ می‌دهد. تصور می‌شود آهنی که درون این ستاره‌ها و در دمای ۲۰۰ هزار درجه کلوین هست، ویژگی‌های غیرمعمولی داشته باشد که عامل این ارتعاشات است. این ستاره‌ها اغلب ستاره‌های آبی-سفیدِ داغی هستند که در رده طیفی B قرار دارند و نباید آن‌ها را با متغیرهای قیفاووسی که به خاطر دلتا قیفاووس نام‌گذاری شده‌اند، اشتباه گرفت. متغیرهای قیفاووسی، ستاره‌های ابرغول سفید هستند.